# 康希 (卡尔瓦多斯省)
康希（法語：Canchy，法語發音：[kɑ̃ʃi] ⓘ）是法国卡尔瓦多斯省的一个市镇，属于巴约区。

## 地理
康希（49°19'49"N, 0°58'59"W）面积5.72 平方千米，位于法国诺曼底大区卡爾瓦多斯省，该省份为法国西北部沿海省份，北濒大西洋英吉利海峡，东北与滨海塞纳省以海上边界相接，东临厄尔省，南至奧恩省，西与芒什省接壤。
与康希接壤的市镇（或旧市镇、城区）包括：拉康布、科隆比耶尔、德瑞莫、隆格维尔。

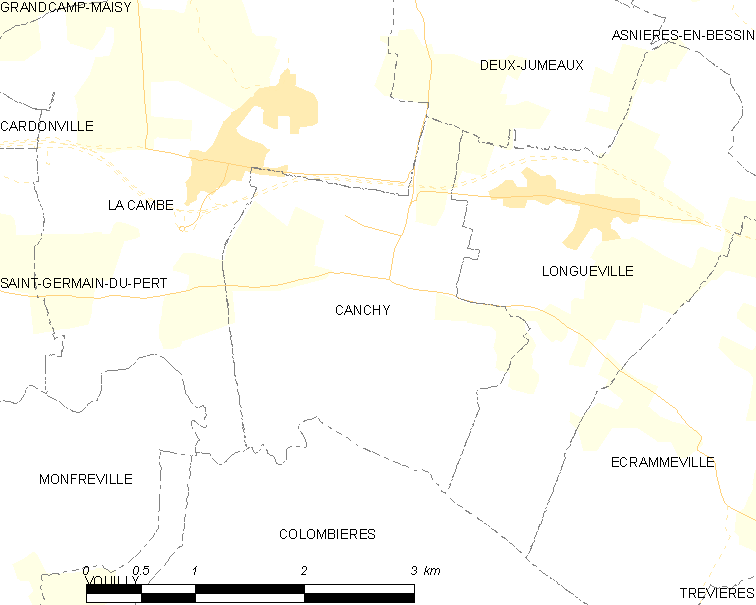
的OSM定位图

康希的时区为UTC+01:00、UTC+02:00（夏令时）。

## 行政
康希的邮政编码为14230，INSEE市镇编码为14132。

## 政治
康希所属的省级选区为特雷维耶尔县。

## 人口

1962-2008年间人口变化图示

康希于2022年1月1日时的人口数量为202人。